# 東かがわ市立白鳥小中学校
東かがわ市立白鳥小中学校（ひがしかがわしりつ しろとりしょうちゅうがっこう）は、香川県東かがわ市白鳥にある公立小中一貫校。

## 沿革
- 2020年（令和2年）
  - 4月1日 - 白鳥中学校と白鳥小学校、本町小学校、福栄小学校を統合し、小中一貫の学校として開校。
  - 4月6日 - 開校式挙行[1]。
- 2021年（令和3年）
  - 3月12日 - 第1回中学校卒業式挙行。
  - 3月17日 - 第1回小学校卒業式挙行。

## 通学区域
- 松原・伊座・帰来・湊・白鳥・東山・西山・与田山・入野山・五名[2]

## 交通アクセス
- 大川バス五名福栄線「中学校前」バス停下車。
- JR高徳線讃岐白鳥駅から、徒歩約1.7km・約25分。

## 著名な出身者
- 三好大倫 - プロ野球選手（中日ドラゴンズ）合併前の旧白鳥小学校・白鳥中学校出身

## 周辺
- 国道318号

## 通学区域が隣接している学校

### 小学校
- 東かがわ市立大内小学校
- さぬき市立さぬき南小学校
- さぬき市立寒川小学校
- さぬき市立長尾小学校
- 徳島県阿波市立大俣小学校
- 徳島県阿波市立御所小学校
- 東かがわ市立引田小学校

### 中学校
- 東かがわ市立大川中学校
- さぬき市立さぬき南中学校
- さぬき市立長尾中学校
- 徳島県阿波市立市場中学校
- 徳島県阿波市立土成中学校
- 東かがわ市立引田中学校